# Dolný Vadičov
Dolný Vadičov (hongrois : Alsóvadas) est un village de Slovaquie situé dans la région de Žilina.

## Histoire
La première mention écrite du village date de 1419.

## Démographie

### Évolution de la population
| Année:               | 1994. | 2004.    | 2014.    | 2024.    |
| -------------------- | ----- | -------- | -------- | -------- |
| Nombre de personnes: | 384   | 425      | 477      | 598      |
| Différence:          |       | +10,67 % | +12,23 % | +25,36 % |

| Année:               | 2023. | 2024.   |
| -------------------- | ----- | ------- |
| Nombre de personnes: | 588   | 598     |
| Différence:          |       | +1,70 % |